# Fedor Holz
Fedor Holz (Saarbrücken, 25 luglio 1993) è un giocatore di poker tedesco, specializzato nelle partite high-stakes.

## Poker
Holz vince il suo primo torneo live nel 2012 nel torneo €500 No Limit Hold'em GPT II Deepstack Series Main Event, dove si classificò secondo per €15,320. Holz gioca online con il nickname CrownUpGuy. Nel settembre 2014 vince le World Championship of Online Poker per $1,300,000. Nel 2015, si classifica 25º al Main Event delle WSOP, vincendo $262,574.
Nel gennaio 2016, vince il Triton Super High Roller per $3,463,500, e poco dopo si piazza secondo nel Super High Roller Bowl per $3,500,000. 
Alle WSOP del 2016 conquista il suo primo braccialetto nell'evento $111,111 High Roller For One Drop, vincendo $4,981,775.  Nell'agosto dello stesso anno vince il torneo €50,000 Super High Roller dell'EPT di Barcellona per €1,300,300.
Ad agosto 2016, il totale delle sue vincite nei tornei live si attesta pari a $20,021,304
, di cui $5,675,543 vinti alle WSOP. 
Ad agosto 2016, Holz si trova primo nella classifica tedesca dei guadagni.

## Braccialetti delle World Series of Poker
| Anno | Torneo                                    | Premio     |
| ---- | ----------------------------------------- | ---------- |
| 2016 | $111,111 High Roller for One-Drop Hold'em | $4,981,775 |